# Aborolobatea paracheliformis
Aborolobatea paracheliformis is een vlokreeftensoort uit de familie van de Oedicerotidae. De wetenschappelijke naam van de soort is voor het eerst geldig gepubliceerd in 1984 door Ledoyer.